# 科学雑誌
科学雑誌（かがくざっし、英語: science magazine）とは、一般の科学に対する好奇心を満たすことを目的とした雑誌のジャンルである。

## 概要
科学雑誌は、子供向けから大人（社会人）向けまで様々であるが、加えてムック本など回毎に様々なテーマを集中的に扱うものを含めると、多様なジャンルからなる雑誌群の総称である。最新の科学情報から、新しい技術の紹介、あるいは宇宙開発や海洋調査などで得られた新しい観測結果などを扱う総合誌から、専門分野に特化したもの、与える年齢層に配慮して判り易い説明や図表に特化したものなどが見られる。
こういった雑誌の多くは、忌憚無く言えばあまり大衆の実生活に直接影響するものではないが、それでも科学や技術に対して好奇心を抱く層は存在し、一種の知的な読み物としての需要も見られる。その一方で特定の産業に関連して最新情報を提供する技術雑誌などは所定の産業分野の動向をいち早く伝えるものであり、そうやって発表された新技術は早晩にも新製品として市場に登場してくるため、それらの情報は実利的な側面を持つ。
より通俗的かつ広義には、プロトサイエンスやサイ科学から疑似科学のような「現代科学の埒外」な事物もを扱う雑誌も、平行して実際的な科学分野を扱うならこの範疇で、そういった方面をも扱った雑誌にはオムニが挙げられる。

## 科学雑誌とインターネット
元々インターネットも軍用のARPANETから派生した学術分野向けコンピュータネットワークである全米科学財団ネットワークから、更に利便性を求めて現在のWorld Wide Webの仕組みの原型が形成され、後に一般大衆にもその門が開かれてきたが、そのため学術分野との親和性があり、その一方で専門家以外がいち早く最新の科学情報に触れることも可能な基盤となっている。
この傾向は、総合科学雑誌と内容面で重なることも多く、科学分野に特化したニュースサイトなどは1990年代後半より総合科学雑誌の最大の競合相手となっている。しかし当の科学雑誌や専門家や研究者向けの学術雑誌も専用のウェブサイトを開設、いわゆる「電子版」として情報を発信している。
これら電子版の科学雑誌や学術誌は、一般向けでは要約を一般向けにまとめたダイジェスト版が無料で利用できるサービスも多く、大衆の知的好奇心をインターネット経由で満たす一方、より専門的な分野では会員制サービスなど有料コンテンツによるウェブサイトも登場している。これらでは、研究者の投稿による最新論文を掲載したりもしており、その一部は一般向けのニュースにも引用されるなどしている。

## 日本の科学雑誌
特に記載がない限り、月刊誌である。

### 総合
- 日経サイエンス（日経サイエンス） - 日本語版 Scientific American
- Newton（ニュートンプレス）
- ナショナル ジオグラフィック日本版（日経ナショナルジオグラフィック社）
- milsil（国立科学博物館） - 隔月
- Science Window（科学技術振興機構）
- someone（リバネス） - 季刊
- ネイチャーインタフェイス（ネイチャーインタフェイス） - 隔月
- RikaTan 理科の探検（SAMA企画）- 季刊
- 日本の科学者（日本科学者会議）
- nature ダイジェスト（Nature Publishing Group）

### 数学
- 数理科学（サイエンス社）
- 数学セミナー（日本評論社）
- 理系への数学（現代数学社）
- 大学への数学（東京出版）

### 物理学
- パリティ（丸善）
- 固体物理（アグネ技術センター）

### 天文学
- 月刊天文ガイド（誠文堂新光社）
- 星ナビ（アストロアーツ）
- 天文月報（日本天文学会）
- 天文教育（天文教育普及研究会） - 隔月

### 地球科学
- 地質ニュース（実業公報社）
- 月刊地球（海洋出版）
- 月刊海洋（海洋出版）

### 化学
- 化学（化学同人）
- 現代化学（東京化学同人）
- 化学と生物（日本農芸化学会／学会出版センター）

### 生物学
- 生命誌（JT生命誌研究館） - 季刊
- 生物科学（農山漁村文化協会） - 季刊
- 生物の科学 遺伝（エヌ・ティー・エス）
- 海洋と生物（生物研究社） - 隔月
- 細胞工学（学研メディカル秀潤社）
- BIRDER（文一総合出版）
- 昆虫と自然（ニュー・サイエンス社）
- 月刊むし（むし社）

### 医学
- 実験医学（羊土社）

### 子供向け
- 子供の科学（誠文堂新光社）
- 週刊そーなんだ!（デアゴスティーニ・ジャパン）
- はじめてのかがくずかん（学研）
- たくさんのふしぎ（福音館書店）
- かがくのとも（福音館書店）

### その他
- LANDFALL（東工大LANDFALL編集委員会が発行する研究室紹介冊子）

### 過去に発行されていた科学雑誌
- 東洋学芸雑誌 - 国内最初の総合科学雑誌
- 東京物理学校雑誌
- 理学界
- 理系教育
- 科学教育
- 学生の科学
- 理系知識
- 科学画報
- オムニ日本語版
- Quark
- Utan
- 自然
- 科学朝日
- SCIaS（朝日新聞社）
- 日本版ポピュラーサイエンス（トランスワールドジャパン）
- メカニックマガジン（ワールドフォトプレス）
- コペル21（くもん出版）
- 月刊天文（地人書館）
- スカイウォッチャー（アストロアーツ）
- ジュニア・サイエンティスト（日本宇宙少年団）
- サイエンスウェブ（サイエンスウェブ）
- 数学のたのしみ（日本評論社）
- インセクタリゥム
- ミクロスコピア - 季刊
- こども科学館（国際情報社）
- 科学と学習（学習研究社）
  - 1年の科学
  - 2年の科学
  - 3年の科学
  - 4年の科学
  - 5年の科学
  - 6年の科学
- サイエンスエコー（学習研究社）